# Vitis erythrophylla
Vitis erythrophylla — вид ліан з роду Виноград (Vitis). Ендемік для Китаю (провінції: Цзянсі, Чжецзян). Росте у лісах, узліссях, чагарниках, лугах й на схилах пагорбів, на висоті приблизно 1000 метрів над рівнем моря.

## Загальний опис
Гілки тонкі, овальні. Зазвичай молоді гілки рідко опушені, але з часом стають майже голими. Листя просте, розщеплене. Черешок опушений, від 4 до 6 см завдовжки. Листкова пластинка яйцеподібна, від 7 до 12 см завдовжки та від 5 до 7 см завширшки. Квітконіжка майже гола, розміром від 2 до 3 мм. Бруньки оберненояйцеподібні, розміром  від 1,5 до 2 мм, верхівка закруглена. Чашечка ціла, близько 2 мм. Цвіте з квітня по травень.